# Gironde
Gironde este un departament din sud-vestul Franței, situat în regiunea Aquitania-Limousin-Poitou-Charentes. Este unul dintre departamentele originale ale Franței create în urma Revoluției din 1790. Este numit după Estuarul Gironde format de râurile Dordogne și Garonne. 

## Localități selectate

### Prefectură
- Bordeaux

### Sub-prefecturi
- Arcachon
- Blaye
- Langon
- Lesparre-Médoc
- Libourne

### Alte orașe
- Bègles
- Cenon
- Gradignan
- La Teste-de-Buch
- Le Bouscat
- Lormont
- Mérignac
- Pessac
- Saint-Médard-en-Jalles
- Talence
- Villenave-d'Ornon

## Diviziuni administrative
- 6 arondismente;
- 68 cantoane;
- 542 comune;